# Dum Dum

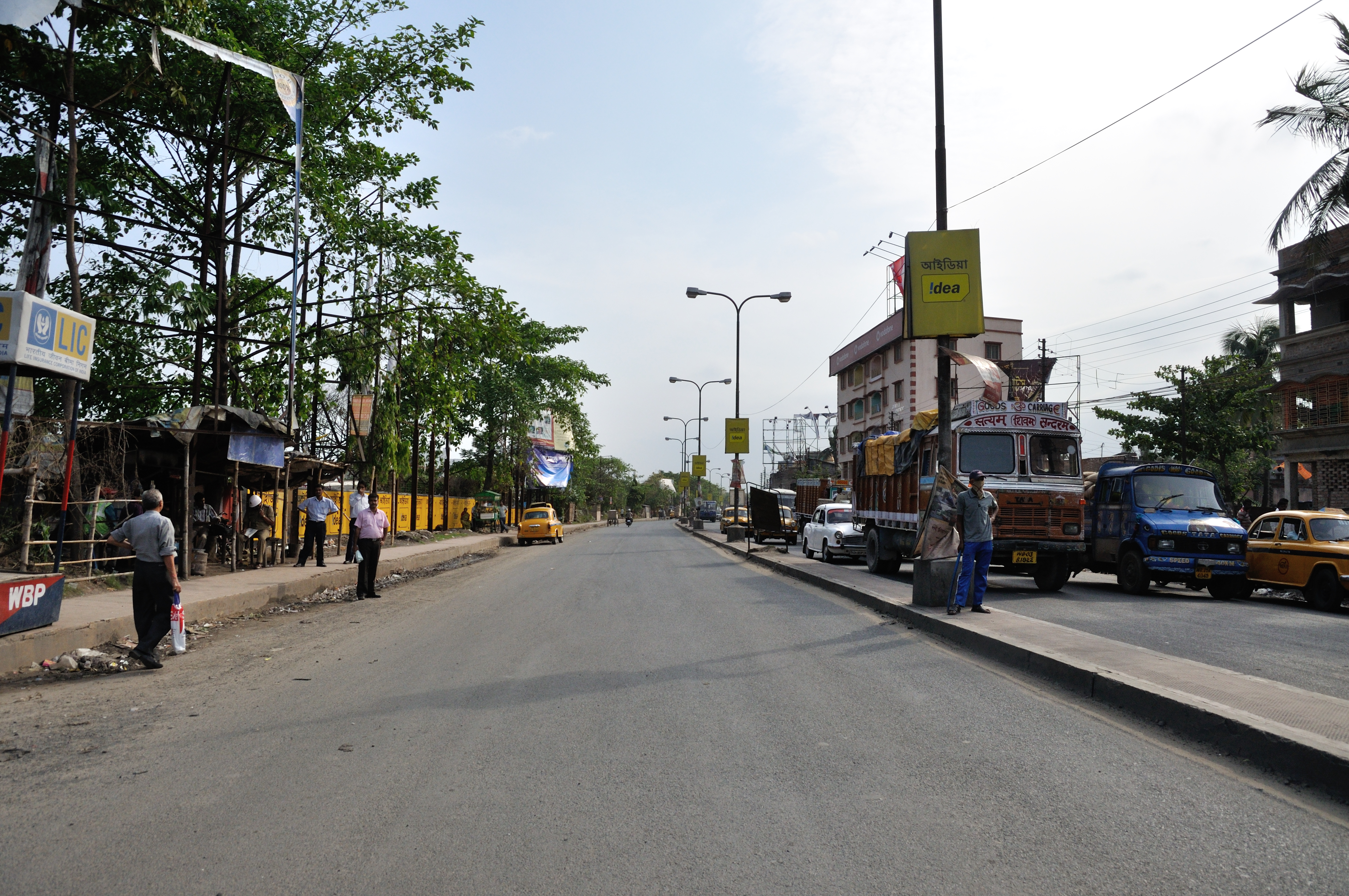
Avenida Jessore em Dum Dum em 2012.

Dum Dum é uma cidade e um município do distrito de 24 Parganas norte, no estado indiano de Bengala Ocidental. Fica perto de Calcutá e também faz parte da área coberta pela Kolkata Metropolitan Development Authority (KMDA).

## Etimologia
Durante o século XIX, a área abrigou o Dum Dum Arsenal, uma instalação da Royal Artillery. Foi lá que, no início da década de 1890, o capitão Neville Bertie-Clay desenvolveu uma bala com a "jaqueta" cortada na ponta para revelar seu núcleo de chumbo macio (veja bala de ponta oca), que ficou conhecida informalmente como "bala dum-dum" ou mais corretamente como bala expansiva. O nome anterior da cidade de Dum Dum era "Domdoma".[carece de fontes?]